# Gao Lingwei
Gao Lingwei (ur. 12 września 1870 w Tiencinie, zm. 1940) – chiński polityk, w roku 1923 prezydent, a w latach 1923–1924 premier rządu Republiki Chińskiej. Pełnił również liczne funkcje ministerialne.

## Życiorys
Urodził się w 12 września 1870 roku w Tiencinie.
W czasach cesarstwa dynastii Qing był cywilnym gubernatorem prowincji Hunan. Po ustanowieniu republiki został wybrany do Senatu i pełnił funkcje ministerialne. Był bezpartyjny. W latach 1921–1924 sprawował, z krótką przerwą funkcję ministra spraw wewnętrznych. W tym czasie dwukrotnie pełnił funkcję ministra finansów (w 1921 i 1922) oraz ministra rolnictwa i handlu (w 1922 i 1924). Sprawował urząd prezydenta Republiki Chińskiej od 9 września, kiedy to zastąpił na stanowisku Zhang Shaozenga, do 10 października, gdy jego następcą został Cao Kun. Dwa dni później objął funkcję szefa rządu, zastępując Zhang Shaozenga. Premierem Republiki Chińskiej był przez pół roku do 12 stycznia 1924, gdy zastąpił go Sun Baoqi.
W 1922 pełnił także funkcję gubernatora prowincji Zhili. Od 1935 do wkroczenia wojsk japońskich był burmistrzem Tiencinu, w czasach japońskiej okupacji był gubernatorem prowincji Hebei.
Zmarł w 1940 roku.